# Biserica de lemn din Costișa
Biserica de lemn „Nașterea Maicii Domnului” din Costișa este un lăcaș de cult ortodox construit în anul 1877 în satul Costișa din comuna Frătăuții Noi aflată în județul Suceava. Edificiul religios se află localizat în cimitirul satului și are hramul Nașterea Maicii Domnului, sărbătorit la data de 8 septembrie.
Biserica de lemn din Costișa nu a fost inclusă pe Lista monumentelor istorice din județul Suceava.

## Istoricul bisericii
Satul Costișa este situat în partea de nord-est a județului Suceava și face parte din comuna Frătăuții Noi. El se află la o distanță de circa 17 km nord de municipiul Rădăuți și la 20 km de orașul Siret.
Biserica veche de lemn din Costișa a fost construită în jurul anului 1877 și se află astăzi în cimitirul satului.
În decursul timpului, biserica a fost reparată în mai multe rânduri. A fost construit un pridvor larg pe latura sudică. Pereții exteriori ai lăcașului de cult au fost placați cu scânduri vopsite în culoarea gri. Învelitoarea inițială din șindrilă a fost înclocuită cu una din tablă zincată.
În anul 1973 biserica a fost dotată cu un clopot nou care a fost executat la Întreprinderea Metalurgică de Industrie Locală din Rădăuți. Pentru realizarea acestuia, un consilier bisericesc în vârstă de 76 de ani, pe nume Lavric (tatăl numismatului humorean Gavril Lavric), a adunat mai multe monezi din argint, care au fost topite.
La sud-vest de bisericuța de lemn se află un turn clopotniță din lemn, de formă pătrată și cu un etaj.
Pe măsura trecerii timpului, populația satului Costișa a crescut, iar biserica de lemn s-a dovedit neîncăpătoare. În anul 1992 a fost înălțată în sat o biserică de zid.

## Arhitectura bisericii
Biserica de lemn din Costișa este construită din bârne de stejar cioplite din grinzi despicate. Ea se sprijină pe un soclu din piatră de râu. Edificiul are un acoperiș înalt, cu pante repezi, cu o ușoară rupere în pantă spre bază. El are o învelitoare din tablă. Pe coama bisericii se află două cruci (una în partea de est și alta în partea de vest).
Monumentul are formă treflată (plan triconc), cu absidele laterale pentagonale și cu absida altarului pentagonală și cu pronaos poligonal. Lăcașul de cult este prevăzut cu două uși (una în peretele sudic al pridvorului și alta în peretele sudic al absidei altarului).
În interior, biserica este împărțită în patru încăperi: pridvor, pronaos, naos și altar. Intrarea în biserică se face pe o ușă situată în peretele sudic al pridvorului. Pridvorul are formă dreptunghiulară și se află pe latura sudică a bisericii. Pronaosul are o formă poligonală în partea de vest. În acest spațiu se află două ferestre: una dreptunghiulară terminată în arc de cerc în partea de sud a contraabsidei și o alta pe peretele sudic. Naosul are două abside pentagonale, în care se află dispuse câte o fereastră dreptunghiulară terminată la partea superioară în arc de cerc. Pe lângă acestea, aici se mai află și alte două ferestre în pereții laterali. Deasupra naosului se înalță o turlă falsă.
Altarul are o absidă de formă pentagonală și este decroșată față de restul construcției, fiind formate astfel două nișe în care se află proscomidiarul și diaconiconul. În axa absidei se află o fereastră dreptunghiulară încheiată în arc de cerc. Acest spațiu este acoperit cu o boltă semicilindrică.

## Imagini

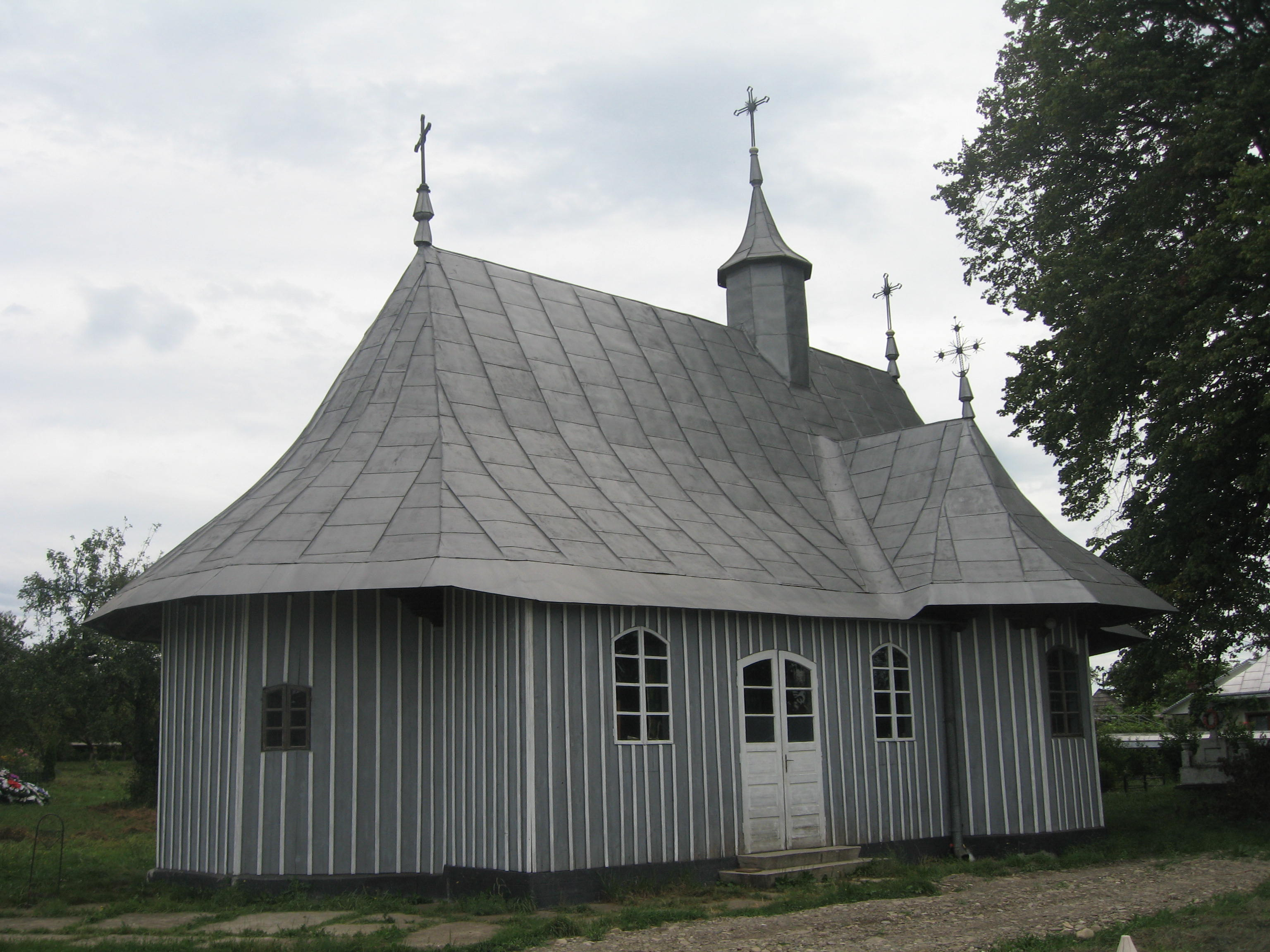
Biserica pe latura sud-vestică
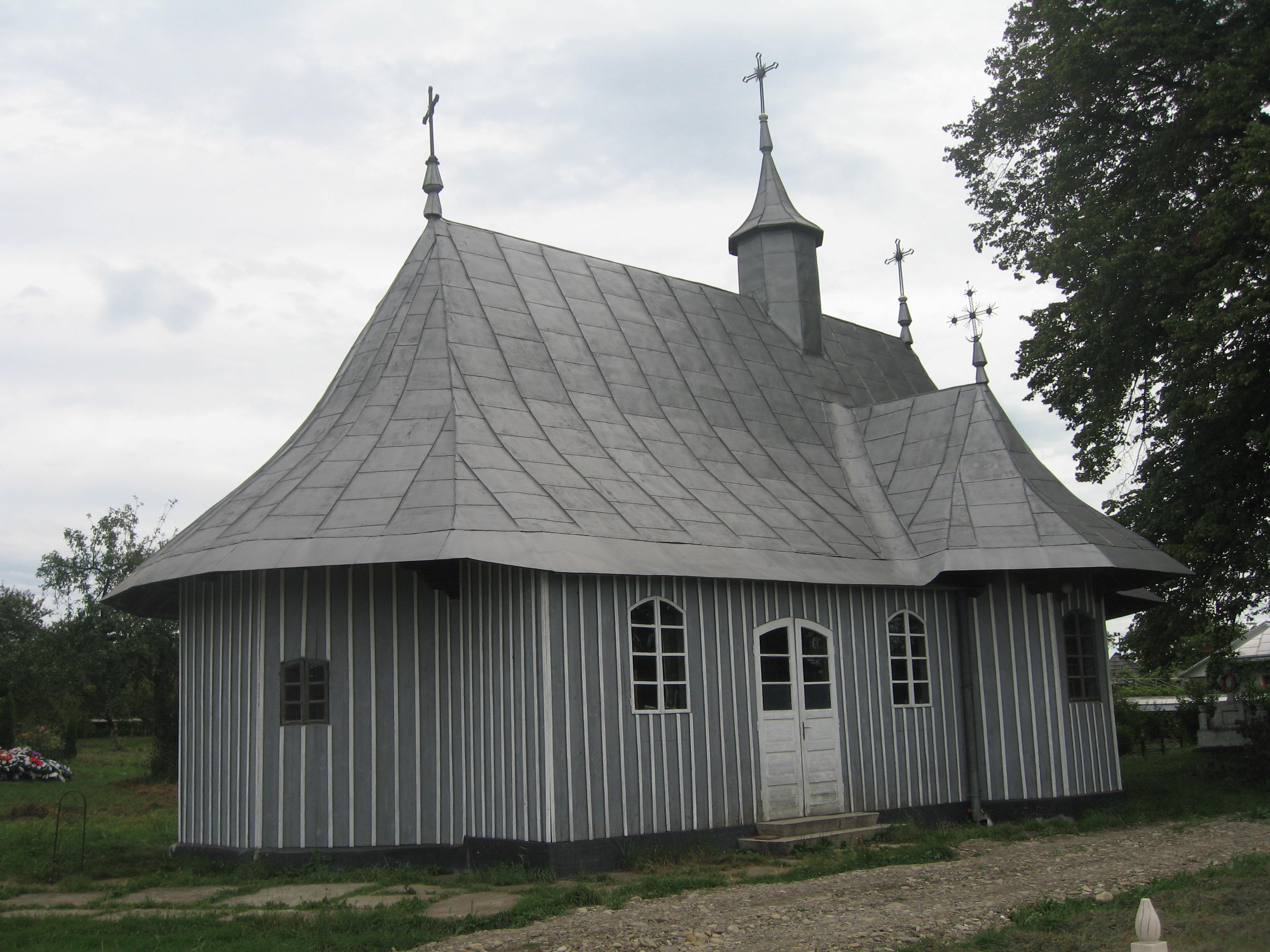
Biserica pe latura sud-vestică
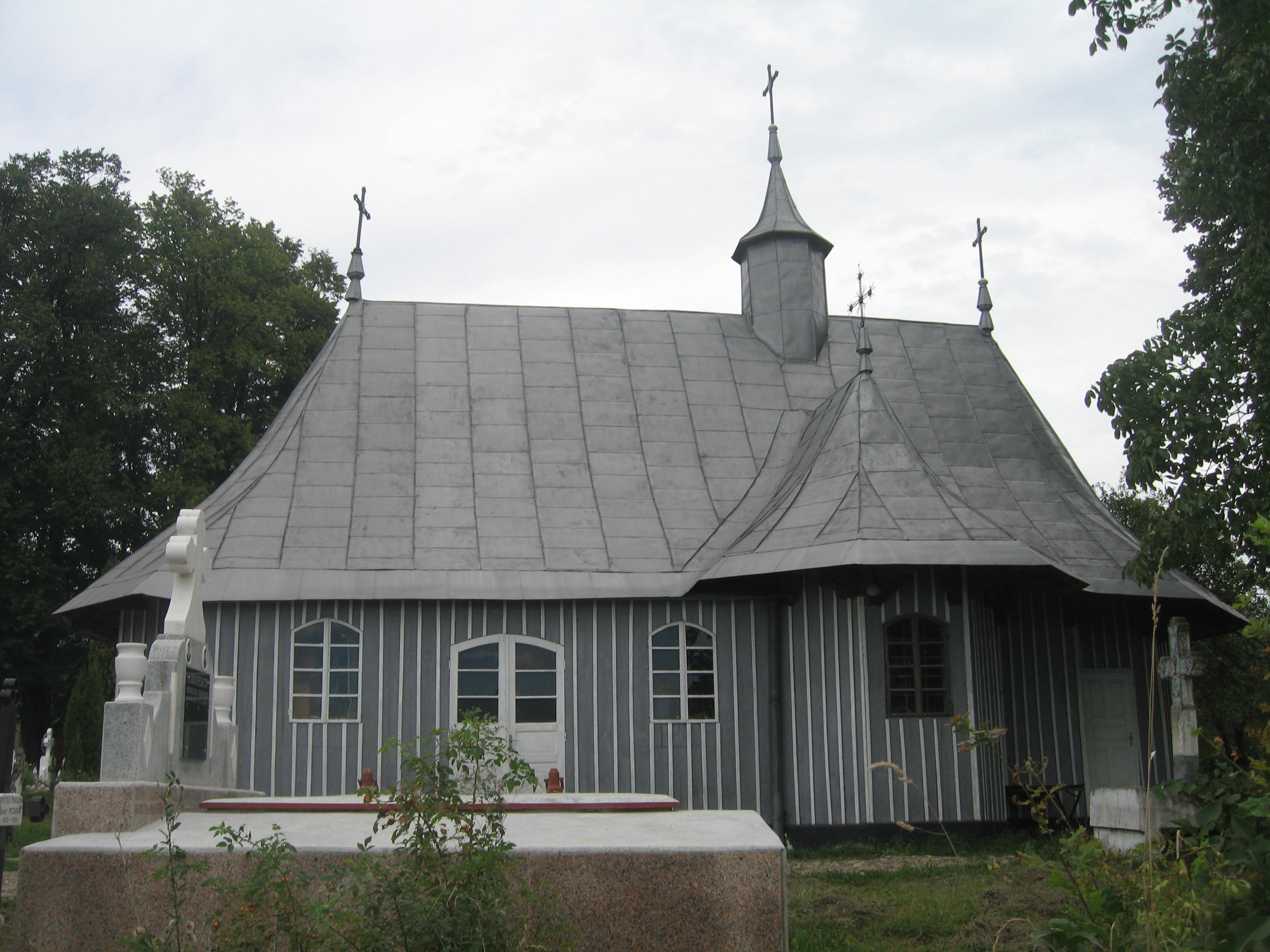
Biserica pe latura sudică
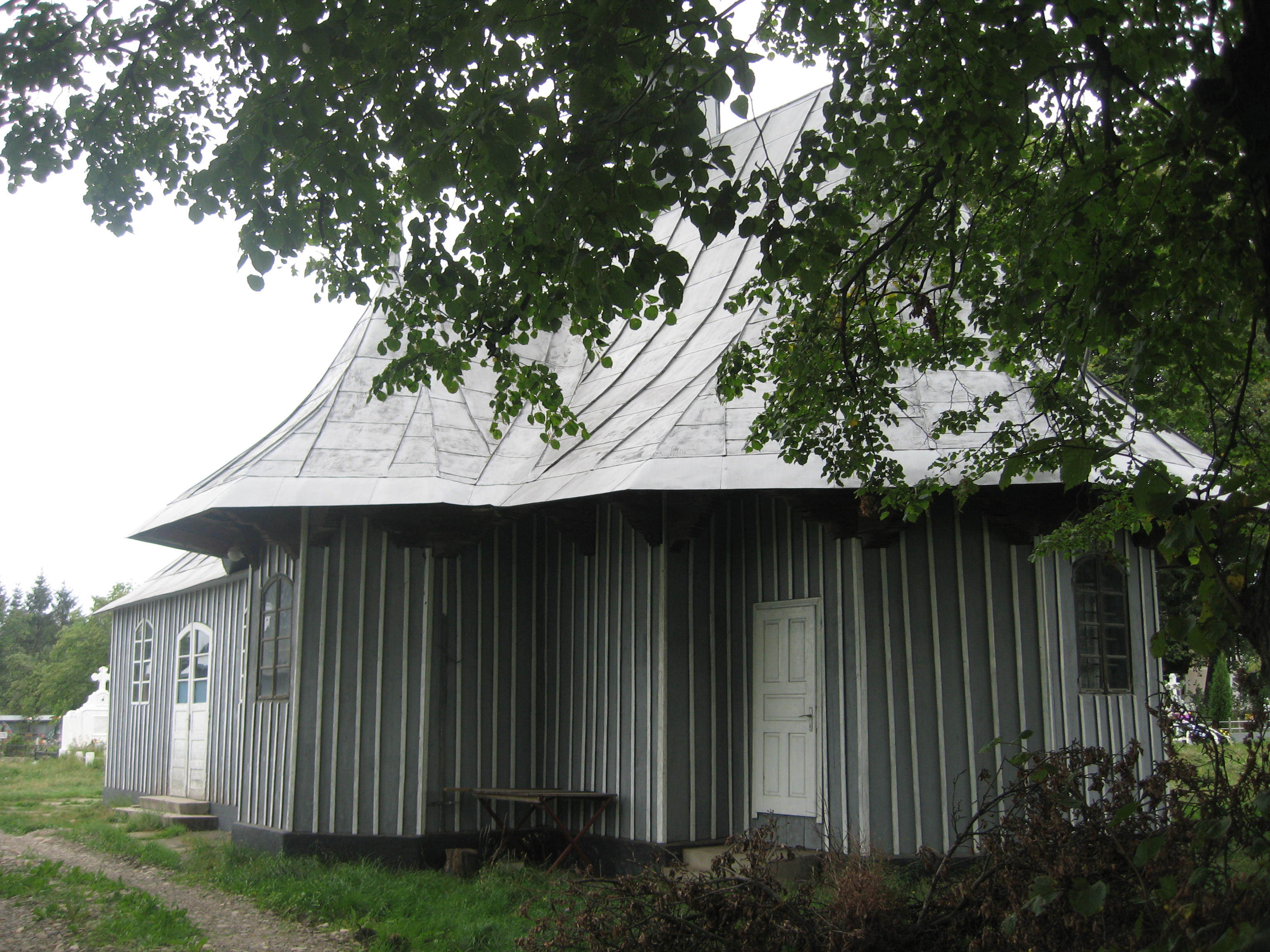
Biserica pe latura sud-estică
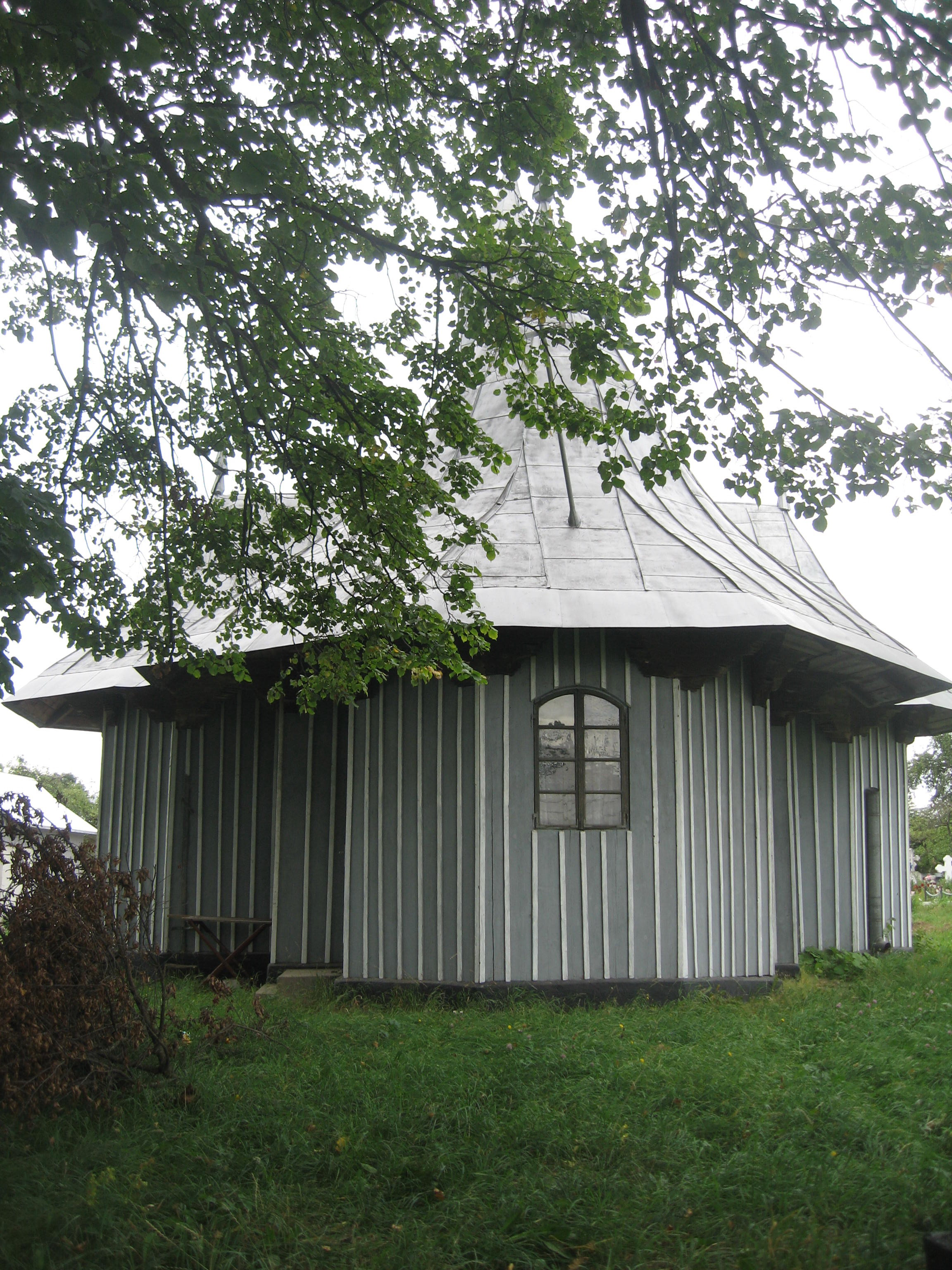
Biserica pe latura estică
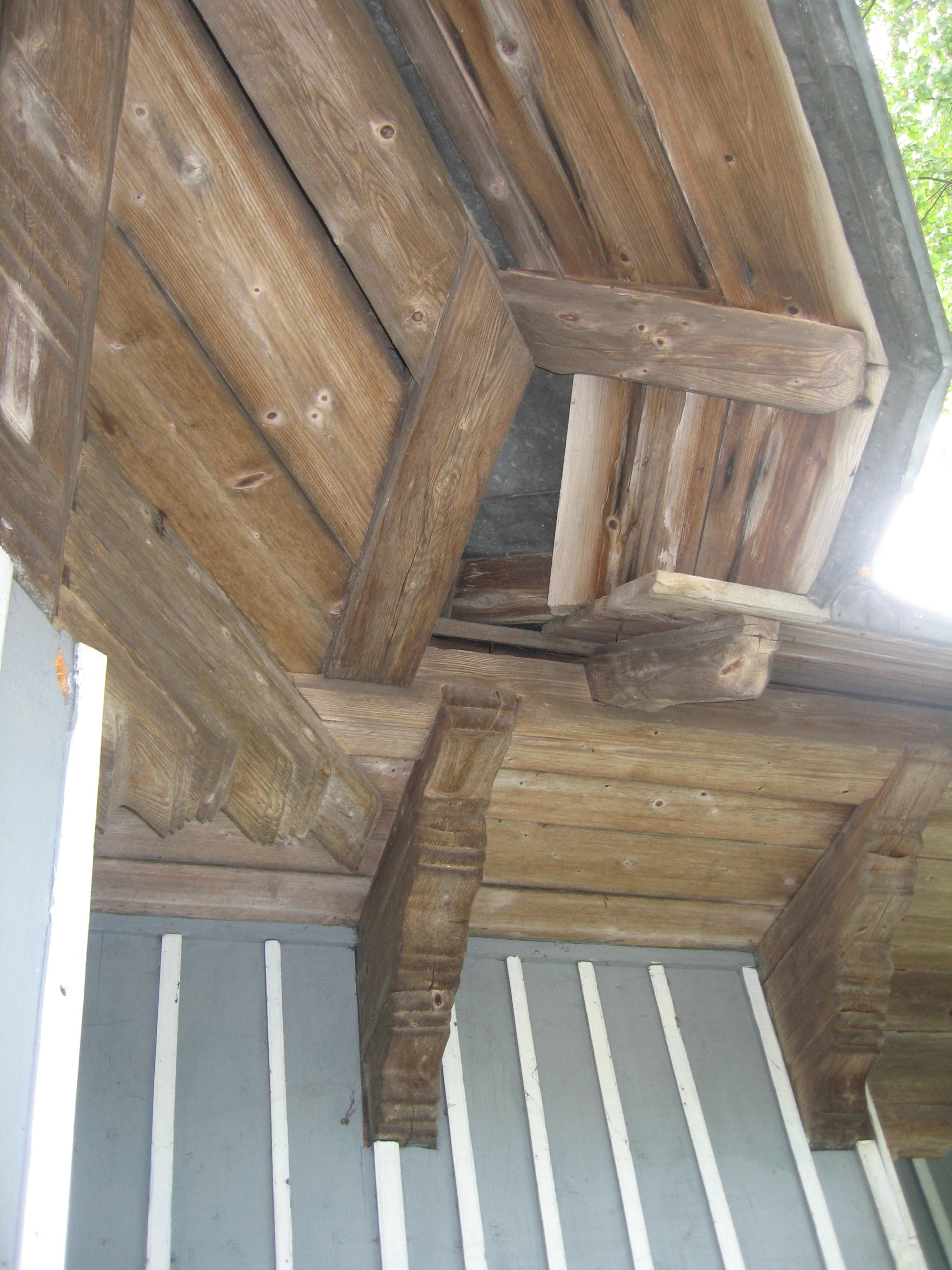
Streașină și console
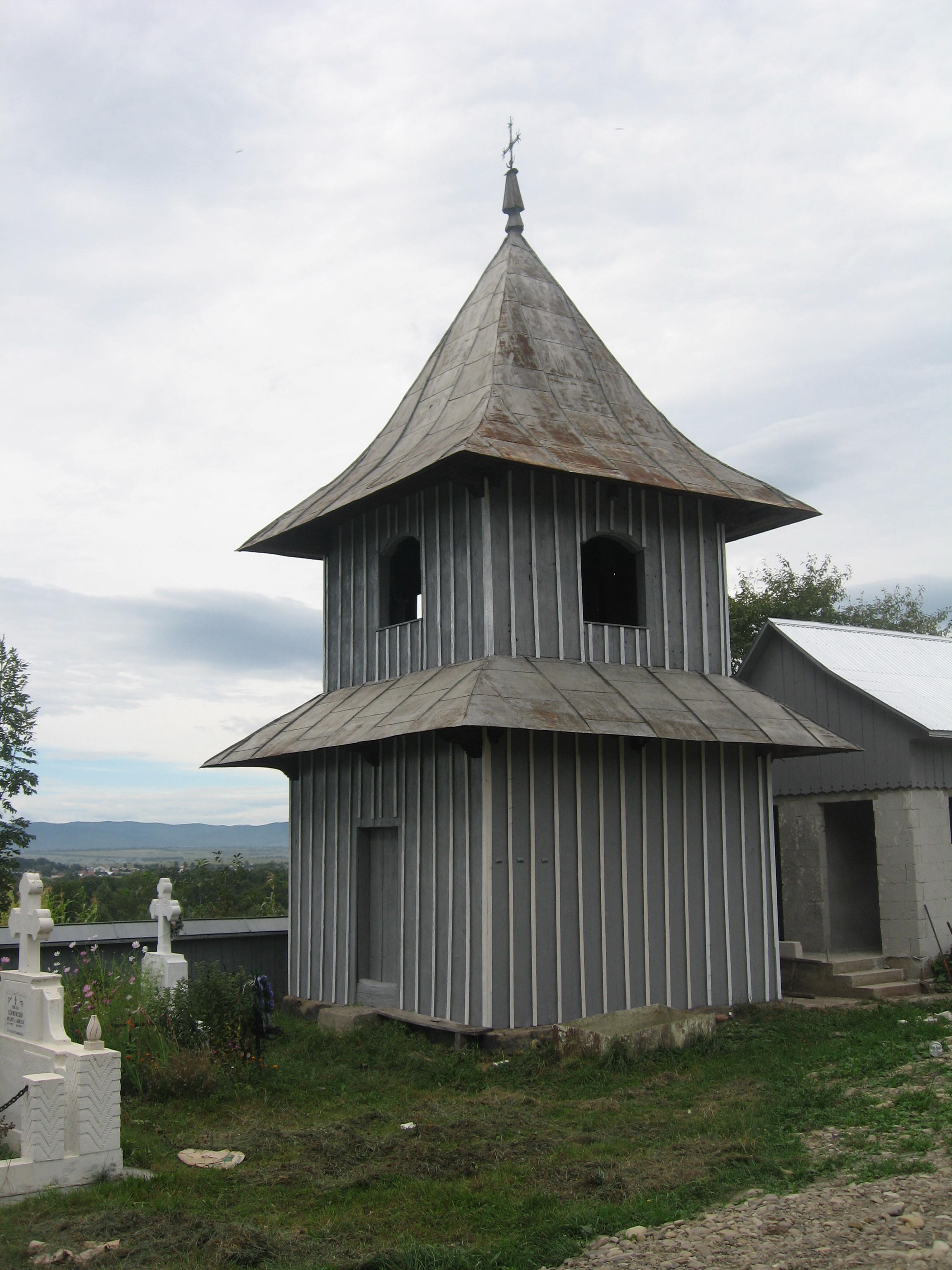
Turnul clopotniță
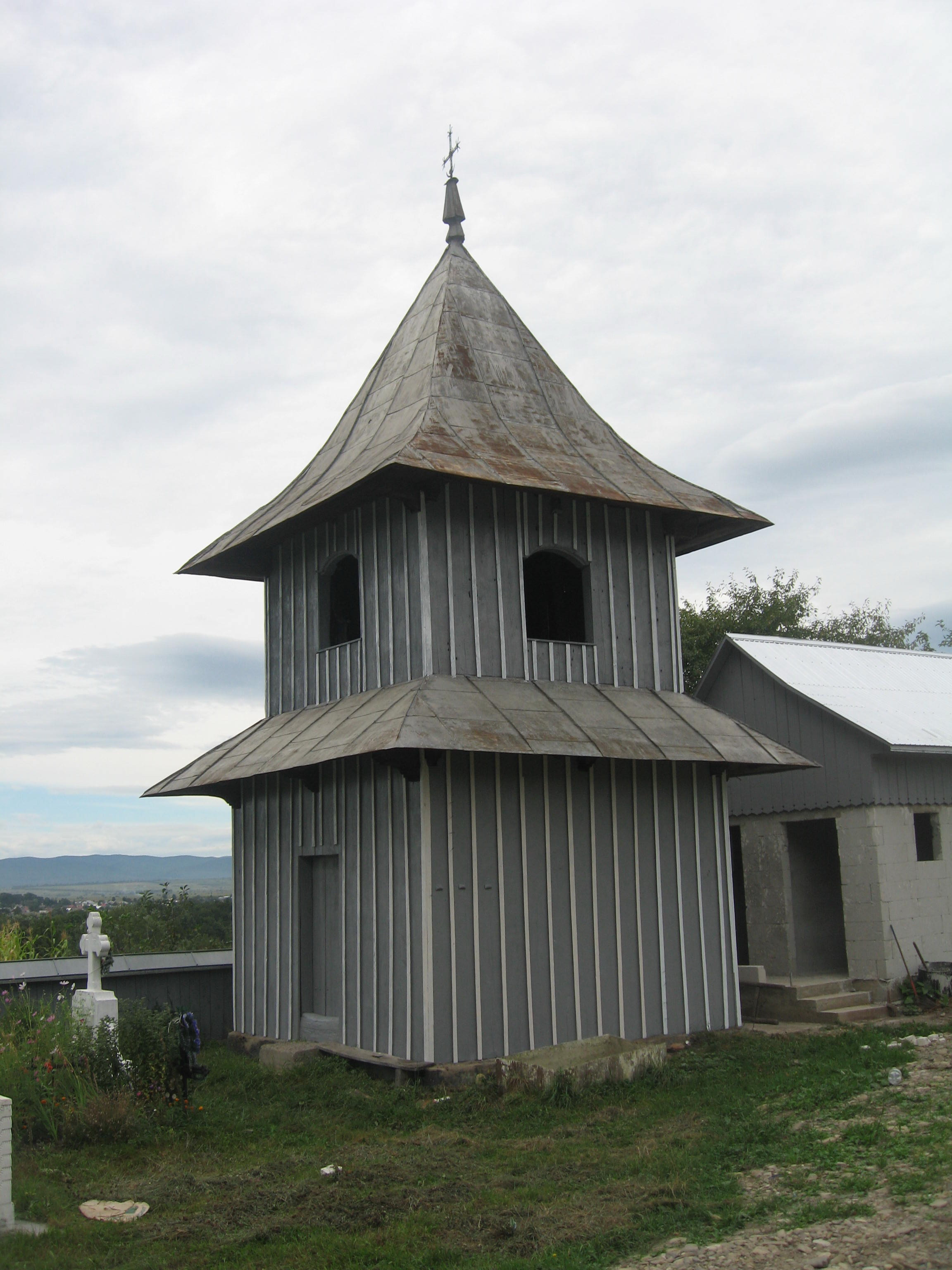
Turnul clopotniță